# Torahiko Miyahata
Torahiko Miyahata (宮畑 虎彦), né le 23 janvier 1903 à Shimanto et mort le 16 mai 1988 dans cette même ville, est un nageur japonais ayant participé aux Jeux olympiques d'été de 1924 à Paris.

## Biographie
Torahiko Miyahata est champion du Japon sur 200 et 400 mètres nage libre en 1923. Il est donc sélectionné pour les Jeux olympiques d'été de 1924 à Paris.
Au 100 mètres nage libre, il réalise 1 min 4 s 20 dans ce qui est considéré comme la « série de la mort » et est qualifié en demi-finale au titre de meilleur 3e,. Il déclare forfait pour les demi-finales.
De même, il déclare forfait pour le 400 mètres nage libre.
Torahiko Miyahata est membre du relais japonais 4X200 mètres nage libre qui réalise 10 min 24 s 20 en séries et accroche la 2e place qualificative pour les demi-finales malgré une mauvaise technique de virages qui leur fait perdre les avantages pris en nageant,,. Le temps bien meilleur de 10 min 12 s 40 lors des demi-finales permet à l'équipe japonaise d'entrer en finale au titre de meilleure 3e,,. En finale, si le Japon vire à la 2e place aux 100 mètres, l'Australie est, définitivement, passée devant aux 200 mètres. Le suspense porte finalement pour la 3e marche du podium. Longtemps, l'équipe japonaise semble pouvoir réussir à accrocher le bronze. Lorsque le dernier relayeur suédois, Arne Borg plonge, son équipe a 30 mètres de retard. Il fait un énorme effort : il parcourt la distance en 2 min 19 s, et parvient à dépasser et devancer les nageurs japonais qui doivent se contenter de la 4e place en 10 min 15 s 20,,,.
Il est entraîneur de l'équipe japonaise aux Jeux asiatiques de 1927 et lors des Jeux olympiques d'été de 1928.
Torahiko Miyahata mène ensuite une carrière d'enseignant et d'entraîneur de natation.